# Senotainia conica
Senotainia conica är en tvåvingeart som först beskrevs av Fallen 1810.  Senotainia conica ingår i släktet Senotainia och familjen köttflugor.
Artens utbredningsområde är Sverige. Arten är reproducerande i Sverige. Inga underarter finns listade i Catalogue of Life.